# Wendy Ayres-Bennett
Wendy Ayres-Bennett (ur. 1958) – brytyjska językoznawczyni, socjolingwistka. Zajmuje się problematyką standaryzacji i kodyfikacji językowej, ideologiami językowymi, polityką językową oraz wariacyjnością i zmiennością języka.

## Życiorys
Absolwentka Girton College (University of Cambridge), gdzie uzyskała bakalaureat z języków francuskiego i niemieckiego. Doktoryzowała się w zakresie językoznawstwa na Uniwersytecie Oksfordzkim, na podstawie rozprawy pt. Vaugelas and the Development of the French Language.
W 2005 r. objęła stanowisko profesora filologii francuskiej i lingwistyki na University of Cambridge.

## Wybrana twórczość
- Vaugelas and the Development of the French Language (1987, MHRA: ISBN 0-947623-13-2)
- A History of the French Language through Texts (1996, Routledge: ISBN 0-415-10000-3)
- Les Remarques de l’Académie Française sur le Quinte-Curce de Vaugelas 1719-1720: contribution à une histoire de la norme grammaticale & rhétorique en France  (współautorstwo, 1996; Presses de l’Ecole normale supérieure: ISBN 2-7288-0219-X)
- Problems and Perspectives: Studies in the Modern French Language (współautorstwo, 2000, Longman Linguistics Library: ISBN 0-582-29345-6)
- Sociolinguistic Variation in Seventeenth-century France: Methodology and Case Studies (2004, Cambridge UP: ISBN 0-521-82088-X)
- Remarques et observations sur la langue française : histoire et évolution d’un genre (współautorstwo, 2011; Éditions Classiques Garnie: ISBN 978-2-8124-0343-9)
- Claude Favre de Vaugelas, Remarques sur la langue française (2018), Paryż: Editions Classiques Garnier: ISBN 978-2-406-07893-7)